# Hermann von Boyen

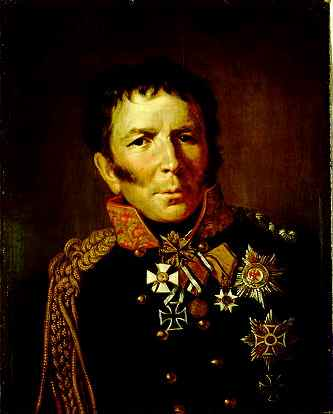
Herrman von Boyen

Leopold Hermann Ludwig von Boyen, född 20 juni 1771 och död 15 februari 1848, var en tysk militär.
von Boyen blev stabskapten i preussiska armén 1799, överstelöjtnant och avdelningschef i krigsdepartementet 1810. 1812 tog han avsked som överste, men återinträdde i tjänst 1813 och deltog som stabschef vid 3:e armékåren i 1813-14 års fälttåg. Han blev generallöjtnant 1818, general av infanteriet 1840 och generalfältmarskalk 1847. von Boyen var 1807-12 medlem av den militära reorganisationskommissionen och en av Gerhard von Scharnhorsts främsta medhjälpare. Som krigsminister 1814-19 införde han den allmänna värnplikten i Preussen och genomförde lantvärnets organisation. 1819-40 levde von Boyen som privatman men var därefter ännu en period 1841-47 krigsminister. Efter sitt avsked valdes han till guvernör för invalidhuset.